# Wie gaat er mee naar Wieringen varen?
Wie gaat er mee naar Wieringen varen? is een volksverhaal uit de Lage Landen.

## Het verhaal
In de haven van Oudeschild op Texel zitten schippers en vissers bijeen. De smid en Auke van de bakker zijn er ook bij, maar als Zeeger binnenkomt is de gezelligheid voorbij. Hij is altijd zuur en gierig en vertelt een zwarte kat te hebben gezien, maar Auke lacht hierom. Zeeger vertelt dan dat de kat als zwarte nevel in de muur van de tante van Auke verdween. Auke neemt het op voor Jansmoer, hekserij is een gemene aantijging, en zegt dat Zeeger erg dom is met zijn angsten waarschijnlijk Moortje heeft gezien.
Zeeger ziet de spot in de ogen van de bezoekers van de kroeg en hij vertelt over heksen die de melk zuur maken en beesten ziek. Weerheksen zorgen voor storm en mist en varen in een wastobbe over de Zuiderzee. Auke vertelt dat hij ook wel in de deegtrog van zijn vader naar Wieringen wil varen. Zeeger wil vijftig dukaten betalen als het de jongen lukt, maar Auke moet hetzelfde bedrag betalen als hij niet in Wieringen aankomt. Auke vertelt niet zoveel dukaten te bezitten, maar wil al zijn spaargeld inzetten tegen de tweede boerderij van Zeeger. De smid waarschuwt Auke dat hij dit geld heeft gespaard om te kunnen trouwen met Aafje, maar toch stapt Auke in de deegtrog.
Aafje huilt als Auke vertrekt, ze is bang dat hij zal verdrinken. Auke vertelt dat ze meteen kunnen trouwen als ze een boerderij bezitten en hij wacht op gunstig weer. Zeeger staat alleen als Auke door vrienden wordt uitgezwaaid. Auke neemt roggebrood en bier mee en gebruikt een derde roeispaan om zijn bakkerskiel aan op te binden. Aafje roept dat ze snel de vloer van de boerderij wil schrobben en Zeeger hoopt dat de jongen verdrinken zal, zodat de mensen weer respect voor hem krijgen. In Wieringen wordt Auke door vele mensen onthaald en een vissersschuit brengt hem de volgende dag weer thuis.
Er wordt feestgevierd en een week later vieren Auke en Aafje bruiloft op de helder geschrobde vloer van hun nieuwe boerderij. Zeeger is ook uitgenodigd, maar blijft thuis. Hij zweet van angst; als varen in een wastobbe heksenwerk is, dan is Auke een heksenmeester. Bovendien is de jongen familie van Jansmoer, hij komt blijkbaar uit een machtig tovenaarsgeslacht. Zeeger zal nooit meer een kwaad woord over de familie spreken en is voor Auke even bang als voor de schaduw van een dode wilg in maanlicht of de lichtende ogen van Moortje de kat.